# Bernardin Sienski
Sveti Bernardin Sienski, s pravim imenom Bernardino degli Albizeschi (it.: Santo Bernardino da Siena), asket, krščanski redovnik, teolog in ljudski misijonar, * 8. september 1380 Massa Marittima, † 20. maj 1444 L'Aquila, velja za enega od najpomembnejših svetnikov reda manjših bratov. 

## Življenje
Rodil se je v kraju Massa Marittima, nedaleč od Siene, zaradi zgodnje smrti staršev so ga vzgajali očetovi bratje v Sieni, vendar je bil kljub temu deležen tedanje najboljše izobrazbe. Že z enajstimi leti je začel s študijem prava na Univerzi v Sieni. Ko je leta 1397 tudi Sieno zajela epidemija kuge, je sedemnajstletni Bernardin zaključil študij in se posvetil negi bolnih in umirajočih v mestu. Ko je bilo epidemije konec, je za kugo zbolel tudi sam in več mesecev nihal med življenjem ter smrtjo, medtem pa je sprejel odločitev, da se bo pridružil redu manjših bratov. Ko je leta 1402 ozdravel, je v Sieni sprejel redovniške zaobljube, leta 1404 pa še mašniško posvečenje. V nekem zapuščenem puščavniškem zavetišču je ustanovil majhen samostan, v katerem je deset let preživel v popolnem uboštvu.
Leta 1413 je postal vratar v samostanu manjših bratov v Fiesolah pri Firencah, od leta 1417 dalje pa je deloval kot pridigar in ljudski misijonar. Hodil je od mesta do mesta, ter na trgih in na prižnicah oznanjal ter razlagal evangelij. V stolnici v Perugii je še danes ohranjena prižnica, s katere je Bernardin imel leta 1425 eno svojih najpomembnejših pridig. V mestnem oratoriju sv. Bernardina, v ulici Via dei Priori, so ohranjeni kamniti reliefi s prizori iz življenja sv. Bernardina Sienskega. 
Veliki misijonar je po zgledu sv. Frančiška Asiškega govoril o ljubezni, pomenu pokore in miru. Kljub strogosti je postal zelo priljubljen in so ga že za življenja častili kot svetnika. Eden njegovih učencev je bil tudi sveti Janez Kapistran.
Bernardin Sienski je umrl leta 1444 v L'Aquili, star triinšestdeset let, in je pokopan v tamkajšnji stolnici sv. Bernardina. Največja znamenitost cerkve je kapela desne stranske ladje, ki jo je leta 1505 izdelal Silvestro dell'Aquila in oltar iz terakote, delo Andrea della Robbia. Posmrtni ostanki sv. Bernardina v njej so danes hranjeni v novem sarkofagu, starega so namreč oplenili napoleonovi vojaki.

## Češčenje
Že šest let po smrti, leta 1450, je papež Nikolaj V. sv. Bernardina razglasil za svetnika, njegovo čaščenje pa se je hitro razširilo po Italiji. Poleg L'Aquile, kjer je pokopan, so centri svetnikovega češčenja še Siena, Perugia in Massa Marittima.
Na Kapitolu v Rimu so v cerkvi Santa Maria d'Aracoeli freske Pinturicchija iz okoli 1485, ki ponazarjajo življenje in dela svetnika.

## Upodobitve svetnika
Bernardina Sienskega upodabljajo kot manjšega brata, z asketskim, koščenim obrazom, največkrat v skladu z ohranjeno posmrtno masko, ki jo hranijo v mestnem muzeju v L'Aquili, skoraj vedno tudi s sončno ploščo z monogramom IHS. Pogosto so ob njem prikazane tudi tri škofovske mitre, saj je zavrnil tri škofovska imenovanja, v Urbinu, Sieni in Ferrari.
Sveti Bernardin je zavetnik mesta Massa Marittima, ameriške zvezne države Kalifornije, prav tako pa zavetnik tkalcev volne, ter priprošnjik zoper razne bolezni, npr. bolezni pljuč, hripavosti...

## Godovni dan
- Rimskokatoliška cerkev: 20. maj

## Cerkve
Na Slovenskem je bila Bernardinu Sienskemu posvečena cerkev sv. Bernardina nekdanjega observantskega samostana v Portorožu, ki ga je dal zgraditi sv. Janez Kapistran, cerkvene ruševine so sedaj del hotelskega kompleksa.

## Razno
- Sveti Ignacij Lojolski je približno sto let po Bernardinovi smrti izbral monogram »IHS« iz bernardinovega grba za simbol jezuitskega reda.
- Veliki Sveti Bernard je cestni prelaz v Švici. Povezuje Martigny v kantonu Valais v Švici z Aosto v deželi Dolina Aoste v Italiji.
- Mali Sveti Bernard je cestni prelaz, ki povezuje dolino reke Isère in dolino Aoste.
- Predor Veliki Sveti Bernard je cestni predor, ki je nadomestil cestni prelaz Veliki Sveti Bernard in povezuje Martigny (v švicarskem kantonu Valais) s Saint-Rhémy-en-Bosses (v dolini Aoste, v severozahodni Italiji).
- Prelaz San Bernardino je gorski prelaz v kantonu Graubünden z najvišjo točko 2067 m. Povezuje doline Rheinwald na severu in Misox na jugu in ločuje Adulske Alpe na zahodu od masiva Tambogruppe na vzhodu.
- San Bernardino je okrožje v Kaliforniji in sedež istoimenskega okrožja ZDA
- Bernardinec je avtohtona švicarska pasma psov.